# Маляревич, Виктор Григорьевич
Виктор Григорьевич Маляревич (укр. Віктор Григорович Маляревич; род. 25 сентября 1946, Гуляйполе, Запорожская область) — советский и украинский киноактёр.

## Биография
Виктор Григорьевич Маляревич родился 25 сентября 1946 года в городе Гуляйполе Запорожской области в семье служащего.
В 1969 году окончил актёрский факультет Киевского государственного института театрального искусства имени И. К. Карпенко-Карого. Во время учёбы снялся в фильме «Совесть» (1968, реж. В. Денисенко). В 1969—1992 годах — актёр Киевской киностудии художественных фильмов имени А. П. Довженко.
Член Национального союза кинематографистов Украины.

## Фильмография
- 1968 — Совесть — партизан
- 1969 — Комиссары — комиссар
- 1969 — Почтовый роман — денщик
- 1970 — Семья Коцюбинских — Антонов-Овсеенко
- 1970 — Узники Бомона — сын полковника Гресса
- 1971 — Иду к тебе… — зритель на выступлении Леси Украинки
- 1972 — Адрес вашего дома — член парткома шахты
- 1972 — Вера, Надежда, Любовь — рабочий фабрики
- 1972 — Здесь нам жить — моряк
- 1972 — Ночной мотоциклист — проводник поезда
- 1973 — Каждый вечер после работы — ученик вечерней школы
- 1973 — Как закалялась сталь — комсомолец
- 1973 — Когда человек улыбнулся — бортмеханик
- 1973 — Повесть о женщине — Борис
- 1973 — Старая крепость — эпизод
- 1974 — Анна и Командор — Виктор
- 1974 — Марина — Борис Григорьев
- 1974 — Следую своим курсом — морской пехотинец
- 1974 — Трудные этажи — монтажник
- 1974 — Юркины рассветы — Саша Жуков
- 1975 — Волны Чёрного моря — Никита
- 1975 — Вы Петьку не видели? — друг Гриши
- 1975 — Дума о Ковпаке — партизан
- 1975 — Не отдавай королеву — Леонид
- 1975 — Я — Водолаз 2 — Валентин Чумак
- 1976 — Аты-баты, шли солдаты… — сослуживец Константина
- 1976 — Быть братом — Сергей
- 1976 — Волшебный круг — начальник почты
- 1976 — Мы вместе, мама — член бригады
- 1977 — Мы говорим по-русски — прохожий
- 1977 — Ненависть — белогвардеец
- 1977 — У нас новенькая — Петелин
- 1978 — Алтунин принимает решение — Иващенко
- 1978 — Артём — Сиверс
- 1978 — Где ты был, Одиссей? — Люк
- 1978 — Квартет Гварнери — Митяй
- 1978 — Подпольный обком действует — разведчик
- 1978 — Под созвездием Близнецов — Витас Гудайтис
- 1979 — Казаки-разбойники — дядя Витя
- 1980 — Мужество — Генька Калюжный
- 1980—1981 — Давайте познакомимся. Телекурс русского языка — проводник / папа
- 1981 — Два дня в начале декабря — водитель Анны Сергеевны
- 1981 — Золотые туфельки — командир
- 1981 — Ярослав Мудрый — дружинник Твердислава
- 1982 — Звёздная командировка
- 1983 — Весна надежды — Николай
- 1983 — Внезапный выброс — Маляревич
- 1983 — Легенда о княгине Ольге — гридень
- 1983 — Три гильзы от английского карабина — эпизод
- 1984 — Любочка — гость на празднике в детском саду
- 1984 — Снег в июле — Писарев
- 1984 — Твоё мирное небо
- 1985 — И никто на свете… — эпизод
- 1985 — Каждый охотник желает знать… — участник киносъёмочной группы
- 1985 — Легенда о бессмертии — эпизод
- 1985 — Свидание на Млечном пути — солдат
- 1986 — Игорь Саввович — эпизод
- 1987 — Топинамбуры — ловец собак
- 1989 — За пределами боли — эпизод
- 1989 — Небылицы про Ивана — эпизод
- 1990 — Меланхолический вальс — эпизод
- 1991 — Подарок на именины — адъютант
- 1992 — Четыре листа фанеры, или Два убийства в баре — Николай Шпанько